# Geschlossene Kohlenstoffkreisläufe
Geschlossene Kohlenstoffkreisläufe (englisch: Closed Carbon Cycles, CCC) bezeichnen ein Konzept zur Gestaltung industrieller Prozesse, bei dem Kohlenstoff möglichst vollständig in technischen Stoff- oder Energieströmen verbleiben soll. Ziel ist es, fossilen Kohlenstoff zu ersetzen und kohlenstoffhaltige Verbindungen mehrfach zu nutzen oder den Kohlenstoff in der Anthroposphäre langfristig zu binden. Der Begriff ist nicht einheitlich definiert und wird in verschiedenen wissenschaftlichen, wirtschaftlichen und politischen Kontexten unterschiedlich verwendet.
In der Geowissenschaft bezeichnet der Begriff den weitgehend geschlossenen Kohlenstoffkreislauf der Erde. In der Bioökonomie bezieht er sich auf biogene Kohlenstoffflüsse, bei denen Kohlenstoff aus der Erdatmosphäre durch Pflanzen aufgenommen, in Biomasse gespeichert und anschließend wieder freigesetzt wird.
Der vorliegende Artikel behandelt den Begriff im Kontext industrieller und technologiepolitischer Strategien. Solche „technischen Kohlenstoffkreisläufe“ stehen im Mittelpunkt aktueller Programme wie dem deutschen Förderprogramm KlimPro oder der EU-Initiative zu Sustainable Carbon Cycles. Sie zielen auf eine Dekarbonisierung industrieller Prozesse durch CO₂-Nutzung (CCU), CO₂-Speicherung (CCS) oder stoffliche Kohlenstoffkreisläufe ab.

## Konzept
Das Ziel geschlossener Kohlenstoffkreisläufe ist es, anthropogene CO₂-Emissionen zu minimieren, indem Kohlendioxid aus industriellen Punktquellen wie Zementwerken, Erdölraffinerien oder Stahlwerken abgeschieden und stofflich oder energetisch genutzt wird. Dies betrifft insbesondere die CO₂-Nutzung in chemischen Prozessen (CCU) sowie die dauerhafte geologische Speicherung (CCS).

## Technologische Umsetzung
In Bezug auf die stoffliche Nutzung von CO₂ existieren zahlreiche Ansätze zur Herstellung von Kunststoffen, Kraftstoffen oder Plattformchemikalien. Beispiele sind die katalytische oder elektrochemische Umsetzung von CO₂ mit Wasserstoff zur Methanolerzeugung. Bei der mineralischen Carbonatisierung wird CO₂ mit basischen Calcium- oder Magnesiumverbindungen zu stabilen Carbonaten umgesetzt.

## Biogene Kreisläufe
In der Landwirtschaft, Forstwirtschaft und Bioenergiewirtschaft kann biogen gebundenes CO₂ in geschlossene Kohlenstoffkreisläufe eingebunden werden. Durch Pyrolyse biogener Reststoffe entsteht Pflanzenkohle, die langfristig Kohlenstoff bindet (sogenannte negative Emissionen). Weitere Optionen umfassen die Nutzung von Algen zur CO₂-Fixierung und die Rückführung organischer Reststoffe in Humusaufbauprozesse.

## Anwendungen in der Industrie
Industrielle Punktquellen wie Zementwerke, Raffinerien oder Stahlwerke sind Einsatzorte, in denen beispielhaft geschlossene Kohlenstoffkreisläufe erprobt werden. Das in industriellen Prozessen gebildete CO₂ wird abgeschieden und entweder direkt in bestehende Prozesse zurückgeführt oder zur Herstellung neuer Produkte genutzt. Auch die Kreislaufwirtschaft von Kunststoffen oder Kohlenstofffasern bietet Potenzial für kohlenstoffneutrale Prozesse.

## Forschungsprojekte
Verschiedene Forschungsprojekte in Deutschland und Europa adressieren geschlossene Kohlenstoffkreisläufe:
- SynGas2Ethene: Erzeugung von Ethen aus CO₂ und Wasserstoff mittels modifiziertem Fischer-Tropsch-Verfahren[6]
- ElektrALig: Nutzung von Lignin und CO₂ zur Herstellung von Basischemikalien[7]
- CO₂BioFeed: Integration biobasierter Rohstoffe mit CO₂ für nachhaltige Produkte[8]
- ECO2Feed: Schwefelreinigung CO₂-reicher Gase zur Erhöhung der CO₂-Verwertbarkeit[9]

## Relevanz
Die Umsetzung technischer geschlossener Kohlenstoffkreisläufe gilt als Schlüsselkonzept für die Erreichung der Ziele des Pariser Klimaabkommens, da sie helfen kann, industrielle Emissionen signifikant zu reduzieren, ohne die industrielle Wertschöpfung zu gefährden. Sie bieten zugleich Chancen für neue Wertschöpfungsketten und Innovationen im Rahmen einer klimaneutralen Industriepolitik.